# Bagijneweide
Bagijneweide is een buurt in de Overijsselse plaats Zwolle. Samen met Dieze-West, Dieze-Oost, Dieze-Centrum en de Indische Buurt vormt het de wijk Diezerpoort.
In de buurt wonen (anno 2011) 790 mensen, waarvan 370 mannen en 420 vrouwen.
Door de buurt loopt de Bagijnesingel, genoemd naar een voormalig begijnenhof. Ook de Rhijnvis Feithlaan (genoemd naar de Zwolse schrijver Rhijnvis Feith) loopt door dit gebied. Aan de Turfmarkt werd vroeger turf verhandeld. Tegenwoordig is het een groot parkeerterrein voor binnenstadbezoekers.
Wijken: Aa-landen · Assendorp · Berkum · Binnenstad · Diezerpoort · Hanzeland · Holtenbroek · Ittersum · Kamperpoort-Veerallee · Marsweteringlanden · Poort van Zwolle · Schelle · Soestweteringlanden · Stadshagen · Vechtlanden · Westenholte · Wipstrik

Buurten: Aalanden-Midden · -Noord · -Oost · -Zuid · Bagijneweide · Berkum · Binnenstad-Noord · -Zuid · Bollebieste · Breecamp · Breezicht · Brinkhoek · De Tippe · Dieze-Centrum · Frankhuis · Gerenbroek · Gerenlanden · Geren · Haerst · Hanzeland · Harculo en Hoog-Zuthem · Herfte · Het Noorden · Hogenkamp · Holtenbroek I · II · III · IV · Indische Buurt · Ittersumerbroek · Ittersumerlanden · Kamperpoort  · Katerveer-Engelse Werk · Langenholte · Mastenbroek · Meppelerstraatweg-Zuid · Milligen · Nieuw-Assendorp · Noordereiland · Oldenelerbroek · Oldenelerlanden-Oost · -West · Oud-Assendorp · Oud-Westenholte · Oud Ittersum · Oud Schelle · Pierik · Schelle-Zuid en Oldeneel · Schellerbroek · Schellerhoek · Schellerlanden · Schildersbuurt · Schoonhorst · Spoolde · Stadsbroek · Stationsbuurt · Tolhuislanden · Veerallee · Veldhoek · Vreugderijk · Werkeren · Westenholte-Stins · Wezenlanden · Wijthmen · Windesheim · Wipstrik-Noord · -Zuid · Zwolle-Zuid

Bedrijventerreinen: Floresstraat · Hanzeland · Hessenpoort · Marslanden (-Noord · -Zuid) · Oosterenk · Voorst (Voorst-A · Voorst-B · Voorst-C) · Voorsterpoort · De Vrolijkheid